# ソングラシリーズ
『ソングラシリーズ』は、テレビ東京系列局で放送されていた音楽番組シリーズである。テレビ東京とハウフルスの共同製作。製作局のテレビ東京では1999年10月15日から2001年3月31日まで放送。

## 概要
「ソングラー」と呼ばれる若手ミュージシャンたちが数組登場し、各回のテーマに沿った曲を制作・披露していた番組シリーズである。特に優れた曲を作ったソングラーには「ソングラ賞」を進呈していた。
『ソングライトSHOW!!』（全20回）ならびに『輝け!ソングラ天国』（全25回）時代には金曜22時台にテレビ東京系全国ネットで放送されていたが、『ソングラ』（全24回）への改題とともに土曜深夜枠へ移動。以後はローカル編成となり、テレビ北海道やテレビ愛知のように系列局であっても放送しない局も出るようになった。

## 放送時間
いずれも日本標準時。

### ソングライトSHOW!!
- 金曜 22:00 - 22:54 （1999年10月15日 - 2000年3月10日）

### 輝け!ソングラ天国
- 金曜 22:00 - 22:54 （2000年4月7日 - 2000年9月29日）

### ソングラ
- 土曜 24:50 - 25:20 （2000年10月14日 - 2001年3月31日） - 放送曜日の変更とともに放送枠が24分縮小。

## 出演者

### レギュラー
- 赤坂泰彦
- 葉加瀬太郎
- さとう珠緒 - 『ソングライトSHOW!!』のみに出演。
- ヒロミ - 『ソングライトSHOW!!』に常連ゲストとして出演した後、『輝け!ソングラ天国』でレギュラーになった。

### ソングラー
- KAB.
- SMOOTH ACE
- ザ・茶番
- 種浦マサオ
- junior size
- ヒロシミ→ズ
- LOVE BELL BACK LINE
- 泉川そら
- イカルス
- GATS TKB SHOW
- namyu
- MAJI NA DAMU
- KIND OF BLUE
- がきおやじ
- SEX-ANDROID
- Deji-fra
- ほか

## スタッフ
- ナレーター：服部潤[1]、鈴木麻里子[2]
- 構成：長谷川勝士、浜田悠、青木和佳、堀田延、櫻井昭宏、山屋美晴、森和盛（森一盛）、塚本のりこ
- TD：松嶋賢一
- カメラ：小松忠信
- VE：吉田崇
- VTR：中村記也、高山一吉
- 音声：村山政輝
- 照明：森泉英男
- 美術製作：柴田慎一郎
- デザイン：別所晃吉
- 美術進行：横山勇
- 大道具：宮本昌和
- アクリル装飾：磯高志
- 電飾：谷口雅彦
- メイク：山田かつら
- スタイリスト：山本祐行(ミニーコーポレーション)
- TK：戸張有希子
- タイトルデザイン：金原明樹
- CG：池田祥康
- 編集・MA：笠原善之、谷澤宗明(ザ・チューブ)
- 音効：今野直秀、秋山武、冨田昌一(SAVAN)
- 番組宣伝：石井成臣、後藤克哉(テレビ東京)
- 製作：小森節子、杉村友美
- 音楽担当：手嶋隆政、鈴木浩、髙野欧哉、志水太
- デジタル配信：北村空湖
- AP：増田君儀
- ディレクター：金城正尚、畑中祐介、土井隆志、森本展寧、本田啓一、佐藤和彦、徳竹陽介
- 演出：石野隆己、山田謙司
- 総合演出：菅原正豊
- プロデューサー：菅原茂友、津田誠、尾形香代 ／ 只野研治（テレビ東京）、伊東美晃(電通)
- シニアプロデューサー：橋山厚志（テレビ東京）
- 技術協力：ビデオスタッフ、東新、ザ・チューブ、SAVAN、ティ・ピー・ブレーン
- 美術協力：フジアール
- 収録スタジオ：渋谷ビデオスタジオ
- 製作：テレビ東京、ハウフルス

## 関連CD
- ソングラ トリビュート Vol.0 （2001年2月21日発売、OMCA-3001）
- ソングラ 勝ち盤 Vol.1 （2001年2月21日発売、OMCA-3002）
- ソングラ 負け盤 Vol.1 （2001年2月21日発売、OMCA-3003）